# Stoczek (Powiat Węgrowski)
Stoczek ist ein Dorf sowie Sitz der gleichnamigen Landgemeinde im Powiat Węgrowski der Woiwodschaft Masowien, Polen.

## Gemeinde
Zur Landgemeinde (gmina wiejska) Stoczek gehören folgende 23 Ortschaften mit einem Schulzenamt (sołectwo):
Błotki
Brzózka
Drgicz
Gajówka Zachodnia
Grabowiec
Gruszczyno
Grygrów
Huta Gruszczyno
Kałęczyn
Kozołupy
Majdan
Marianów
Miednik
Mrozowa Wola
Nowe Lipki
Polkowo
Stare Lipki
Stoczek I
Stoczek II
Topór
Wieliczna
Zgrzebichy
Żulin
Weitere Orte der Gemeinde sind:
Działki
Gajówka Wschodnia
Grabiny
Hermanów
Kalaty
Kazimierzów
Księżyzna
Lubierz-Leśniczówka
Miednik (osada leśna)
Toboły-Gajówka
Wycech
Wycech-Gajówka